# Cartari e Calderara
Cartari e Calderara è stato un comune italiano della provincia di Imperia. Soppresso nel 1929, il territorio venne diviso tra i comuni di Cesio, Pieve di Teco e Vessalico.

## Storia
I principali borghi costituenti l'ex comune ebbero, a partire dal periodo medievale, vicissitudini storiche diverse. Calderara fu, come Pieve di Teco, dominio feudale dei marchesi di Clavesana, mentre Cartari e Siglioli furono prima proprietà del vescovo di Albenga e dopo dei conti di Ventimiglia. Così come altre località della valle Arroscia, le comunità parteciparono nel 1233 alla fondazione del centro pievese.
Il territorio passò quindi sotto le dipendenze della Repubblica di Genova - che sottopose la zona nella giurisdizione del capitaneato di Pieve - seguendone i principali eventi storici, tra cui le lotte territoriali nella seconda metà del XVII secolo con il vicino Ducato di Savoia, pressoché fino alla dominazione napoleonica a partire dalla fine del XVIII secolo.
Con l'avvento della Repubblica Ligure nel 1797, la costituita municipalità di Cartari e Calderara andò a costituire il II cantone della Val di Maro nella Giurisdizione degli Ulivi. Annesso al Primo Impero francese dal 13 giugno 1805 fino ad aprile 1814, venne inserito nel Dipartimento di Montenotte.
Nel 1815 il territorio fu inglobato nel Regno di Sardegna, così come stabilì il Congresso di Vienna del 1814, e successivamente nel Regno d'Italia dal 1861. Dal 1859 al 1927 il territorio fu compreso nel V mandamento di Pieve di Teco del circondario di Porto Maurizio facente parte della provincia di Porto Maurizio (dal 1923 provincia di Imperia).

Nel 1929 il comune di Cartari e Calderara venne soppresso e il suo territorio comunale diviso in tre parti: Cartari come frazione di Cesio, Calderara unita a Pieve di Teco e l'ex frazione di Siglioli nel comune di Vessalico.

## Monumenti e luoghi d'interesse

### Architetture religiose
- Chiesa parrocchiale di San Giorgio nella frazione di Calderara.
- Chiesa vecchia di San Giorgio nella frazione di Calderara.
- Cappella della Madonna della Neve nella frazione di Calderara.
- Cappella di San Martino nella frazione di Cartari.
- Chiesa di San Matteo nella frazione di Siglioli.
- Cappella dell'Assunta nella frazione di Siglioli.